# Vạn người du hành

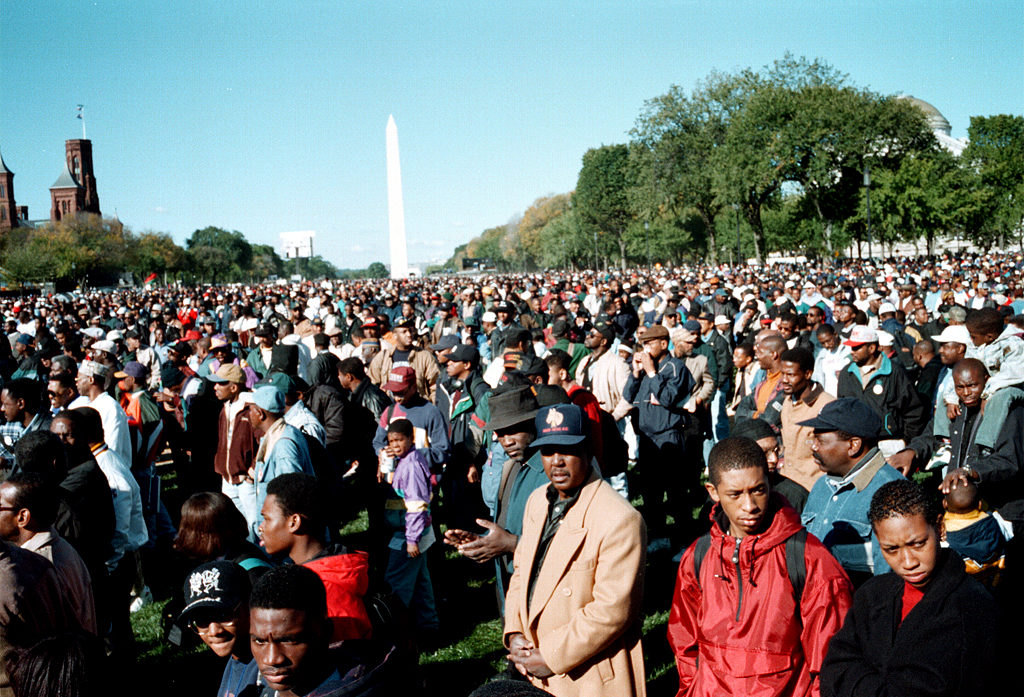
Một hình ảnh về sự kiện Vạn người du hành

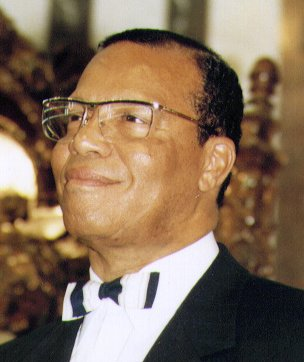
Ngài Louis Farrakhan, người tổ chức tuần hành

Vạn người du hành là một cuộc biểu tình do Louis Farrakhan - nhà chỉ đạo của Quốc gia Islam, một cựu đệ tử của Malcolm X̠- tổ chức vào ngày 16 tháng 10 năm 1995 tại Washington DC, với 100 vạn người Mỹ gốc Phi nam tính tham gia. Đây được coi là sự kiện vĩ đại nhất lịch sử người Mỹ gốc Phi.